# Daily Mail and General Trust
Daily Mail and General Trust este una dintre cele mai mari companii media din Marea Britanie
care deține ziarele Daily Mail, The Mail on Sunday și Evening Standard.
Compania a fost înființată la data de 4 mai 1894.
Compania are 6 divizii și 150 de companii subsidiare. Daily Mail and General Trust deține mai mult de 215 ziare, reviste și alte publicații în Marea Britanie precum și 10 posturi de radio în Australia.
Număr de angajați în anul 2008: 16.000
Cifra de afaceri în 2007: 2,23 milarde lire sterline